# Kronborg Cyclocross
Le Kronborg Cyclocross est une compétition de cyclo-cross disputée à Helsingør, au Danemark.

## Palmarès

### Hommes
| Année | Vainqueur                 | Deuxième         | Troisième          |
| ----- | ------------------------- | ---------------- | ------------------ |
| 2014  | Ole Quast                 | Kenneth Hansen   | Joachim Parbo      |
| 2015  | Jens Vandekinderen        | Simon Andreassen | Martin Eriksson    |
| 2016  | Morten Laustsen           | Kenneth Hansen   | Karol Mochalski    |
| 2017  | David Eriksson            | Henrik Jansson   | Martin Eriksson    |
| 2018  | Benjamin Wittrup Justesen | Henrik Jansson   | Fredrik Haraldseth |

### Femmes
| Année | Vainqueur      | Deuxième                      | Troisième       |
| ----- | -------------- | ----------------------------- | --------------- |
| 2014  | Ida Jansson    | Åsa Erlandsson                | Annika Langvad  |
| 2015  | Åsa Erlandsson | Cecilie Uttrup Ludwig         | Trine Schmidt   |
| 2016  | Åsa Erlandsson | Rikke Lønne                   | Caroline Bohé   |
| 2017  | Caroline Bohé  | Lisette Rosenbeck Christensen | Malene Degn     |
| 2018  | Ida Erngren    | Åsa Maria Erlandsson          | Kristina Thrane |